# Oxyethira araya
Oxyethira araya är en nattsländeart som beskrevs av Ross 1941. Oxyethira araya ingår i släktet Oxyethira och familjen smånattsländor. Inga underarter finns listade i Catalogue of Life.